# 悲劇のマッチョマン
「悲劇のマッチョマン」（ひげきのマッチョマン）は、2015年1月28日に発売されたnanoCUNEのメジャー1stシングル。

## 概要
2014年11月3日、拠点である愛媛県の松山キティホールにて行われた定期公演にて、ビクターエンタテインメントのガールズポップ/アイドル専門レーベルであるVERSIONMUSIC（バージョンミュージック）から、本シングルにてメジャー・デビューすることが発表された。

## 収録曲
作詞・作曲・編曲：山下智輝
1. 悲劇のマッチョマン
演奏時間 3:49
2. ふらいあげいしょん
演奏時間 4:41
3. 可憐に咲く、マーガレット
演奏時間 3:22
4. TARA-REVA
演奏時間 4:08
5. 放課後の奇跡
演奏時間 3:39
グループ結成当時からある曲を、本シングル用にリメイクし収録[9]。

## トラックリスト

### 初回限定盤A
1. 悲劇のマッチョマン
2. ふらいあげいしょん
3. 可憐に咲く、マーガレット
4. TARA-REVA

### 初回限定盤B
1. 悲劇のマッチョマン
2. ふらいあげいしょん
3. 可憐に咲く、マーガレット
4. 放課後の奇跡

### 通常盤
1. 悲劇のマッチョマン
2. ふらいあげいしょん
3. 可憐に咲く、マーガレット

### 配信限定盤（「The Tragic Macho Man EP」）
1. 悲劇のマッチョマン
2. ふらいあげいしょん
3. 可憐に咲く、マーガレット
4. TARA-REVA
5. 放課後の奇跡